# Iban jezik
Iban jezik (ISO 639-3: iba), jezik ibanske podskupine malajičkih jezika, kojim govori oko 694 400 ljudi, poglavito u Maleziji (Sarawak) 658 000 (2004); Bruneju 21 400 (distrikti Belait i Tutong) i Indoneziji na Kalimantanu, 15 000 (Benjamin and Chou 2003).

## Dijalekti
Postoji više dijalekata: batang lupar, bugau, skrang, dau, lemanak, ulu ai i undup u Maleziji i batang lupar, bugau, kantu’, ketungau (air tabun, sigarau, seklau, sekapat, banjur, sebaru’, demam, maung, sesat) u Indoneziji. Etnički su poznati i kao Morski Dajaci. Uči se i u nekim osnovnim školama.
Balau jezikom (ISO 639-3: blg) govori oko 5 000 (Wurm and Hattori 1981) iz plemena Balau Dajaka na jugozapadu Sarawaka, Malezija,. jezik bi mogao biti dijalekt jezika iban [iba], ali oni sebe smatraju etnički različitima. 
Ibansku podskupinu čini zajedno s jezicima iban [iba], mualang [mtd], remun [lkj], seberuang [sbx] i sebuyau [snb] 

## Vanjske poveznice
- Ethnologue (14th)
- Ethnologue (15th)